# 別所則治
別所 則治（べっしょ のりはる）は、室町時代 から 戦国時代初期にかけての武将。

## 則治以前の別所氏について
別所氏は赤松氏の庶流とされる一族であるが、系図に関しては10種類以上のものが存在するなど混乱しており、実態は不透明である。
室町時代に入ってから播磨国で別所姓の人物の発給書状、あるいは別所姓の人物に宛てた書状がいくつか残されているが、散見される程度で系図の真偽などを確かめうるほどの情報量は得られていない。

## 生涯

### 台頭
則治自身の前半生に関しても、父の名や死の経緯などに関しても諸説有るが、確実な一次資料では記述が見当たらず謎が多い。
ほぼ無名であった則治が躍進したのは文明15年（1483年）12月25日に赤松政則が山名政豊配下の垣屋豊遠の軍勢に真弓峠の戦いに大敗して領国における権威が失墜した後である。
敗戦後の翌文明16年（1484年）の1月には政則は実権を浦上則宗らに掌握され、和泉国に隠遁していた。別所則治は隠遁中の政則を支えた側近の一人で、同年3月9日には政則を伴って入京し、将軍足利義尚と謁見させた。その後は京に拠点を移した政則に近侍していたが、同年12月2日には摂津国有馬郡を経由して播磨の領国へと戻っている。
この後、政則はこれまでの則治の忠勤に感謝し、播磨一国の守護代であった宇野政秀の権限を西播磨半国の守護代に縮小して、則治に東播磨八郡守護代の地位を与えたと『赤松別所則治公寿像賛』にはあるが、正式に守護代就任が確認されるのは数年後である（後述）。

### 東播磨八郡守護代
やがて準備を整えた赤松政則は則治らを伴って反撃に転じ、文明17年（1485年）3月27日～28日の蔭木城の戦いで山名軍の垣屋豊遠・垣屋宗次・垣屋孝知を討ち取る大勝を収め、東播磨における山名駐留軍の拠点を奪い返し、真弓峠の敗戦の雪辱を果たす。則治はこの戦の前に赤松氏の他の重臣と共に播磨での人夫の徴発を行なったが、他の重臣が守護の意を奉じる奉書形式を取る一方で、則治だけは自らの陣に集うように通達している。
長享2年（1488年）1月の英賀の戦いで山名軍に快勝。また、同年3月14日付けの書状で初めて則治は「守護代」という名義のもとに書状を発給している。そして同年4月に山名政豊を坂本城より追った事によってようやく赤松軍は播磨から山名の勢力を駆逐し、6年間に及ぶ戦いに終止符が打たれた。

### 影響力の拡大
守護代として浦上則宗や宇野政秀に劣らぬ立場を得た則治ではあったが、急な台頭でありまだ在地への権力の浸透は不十分であった。そこで延徳2年（1490年）には相国寺正法庵の領地であった明石郡押部保三ケ村の代官職を正法庵に希望して正法庵もこれを了承し、いわゆる守護代請を行い、在地への影響力強化を計った。
明応元年（1492年）に新たな別所氏の本拠となる三木城を築き、衣笠城など既存の城を支城として在地の勢力を取り込んでいき、支配の地盤を固めた。また、稲屋氏・佐々氏などを郡代に起用し、郡代を通じて在地の間の裁判や寺領の諸役免除の命令などを行い、在地への権力浸透に努めている。
また、外交においても細川政元と結び、明応2年（1493年）には細川家臣の上原元秀と則治の尽力によって、政元の姉めし（後の洞松院）を還俗させ政則との政略結婚を実現した。明応5年（1496年）に主君政則が没した後は政則の遺志を反映して浦上則宗・赤松則貞・小寺則職・薬師寺貴能らと共に赤松七条家からの養子である道祖松丸（後の赤松義村）を家督に据えることの承認を幕府に求めている。

### 東西取合合戦
政則の遺志を汲んだ形で義村の後継を支持した重臣たちであったが、明応8年（1499年）には赤松氏の後継をめぐって3派に分裂した状態に入る事になる（東西取合合戦）。まず1つ目が従来通り義村を支持する派閥、2つ目は新たに赤松勝範（赤松播磨守、大河内殿）を擁立しようと目論む派閥、そして3つ目が洞松院を支持した則治の派閥であった。
この騒乱は勝範のクーデターとも言うべき事件で、義村の後見人として権勢を振るう浦上則宗の存在を快く思わない浦上村国らが勝範に味方し軍事力を行使して則宗を追い詰めたが、一方で則治は幼い義村がこのまま継ぐ事は則宗の更なる専横に繋がりかねず、義村に全権を委ねるのは時期尚早であると見ており、細川政元との結びつきを後ろ盾として義村が成長するまでの暫定的な措置として洞松院を推したのである。
結局の所、3派に属さず沈黙を保っていた宇野政秀・赤松則貞親子が義村派に回り、大河内派を攻撃して圧力をかけた上で幕府に調停を依頼し収拾が付き、赤松勝範の家督簒奪は失敗した。
ただ、則治の推した洞松院の権勢もこの後に大幅に向上を見せ、洞松院の発給書状が確認できるようになり、則治の影響力の強さが垣間見える。

### 晩年
赤松氏の当主が義村に変わって以降、則治は領内に独自の賦役を課すなどして後々の別所氏の財政地盤を確立し、賀東郡の郡代に福原弥四郎を自ら補任するなどして領国支配の実権を掌握していった。
永正9年（1512年）11月5日には浦上村宗と共に上洛して赤松義村の官途叙任の相談をしている。守護の官途の申請は自ら行うのが普通であり、家臣が申請するというのは極めて異例の事で、当時の赤松家中では則治と浦上村宗が義村の後見人として権力を持っていた。
永正10年（1513年）10月15日没。家督を嫡男の別所則定（耕月）が継いだ。

## 急激な出世についての考察
福岡合戦以前の別所氏は少なくとも守護代を輩出するような家柄では無かったが、政則の失脚から播磨復帰までの期間に急激にその地位が高まった新興勢力であると本多隆成は位置付けている。
その背景には政則を追放した浦上則宗や小寺則職といった譜代の家臣団が更に政則を廃して、有馬則秀の子、慶寿丸を擁立して幕府に承認を求めた事件についての譜代の家臣団への不信感から、権力が復活した後に政則が取り立てた新興勢力を立てることでそれらの牽制を行おうとしたものであると考えられる。